# ニア・ダーク/月夜の出来事
『ニア・ダーク/月夜の出来事』（原題：Near Dark）は、1987年のアメリカ映画。

## 概要
「ハート・ロッカー」（2009年）でアカデミー作品賞・監督賞などを受賞したキャサリン・ビグローによる商業映画第2作目。共同脚本としてカルトムービーとしても人気があるサスペンス映画「ヒッチャー」（1986年）のエリック・レッドが参加している。音楽は「恐怖の報酬」（1977年）や「ザ・クラッカー/真夜中のアウトロー」（1981年）などを担当したドイツのロックバンド、タンジェリン・ドリーム。
西部劇をモチーフにした物語、深い青を基調とした美しい映像、そして凄惨なバイオレンス描写を特長とした異色の吸血鬼映画である。完成直後に製作会社が倒産した為に十分な宣伝と配給網が確保出来ずに興行的には失敗したものの、1988年に開催されたパリ国際ファンタスティック&SF映画祭ではグランプリおよび主演女優賞を、同年のブリュッセル国際ファンタスティック映画祭では準グランプリを受賞している。

## ストーリー
ある月夜の晩、酒場へと足を運んだカウボーイの青年・ケリブは、道端でメイと名乗る美しい少女と出会う。だが、実はメイは吸血鬼だった。
メイに噛まれたことで吸血鬼へと変貌してしまったケリブは、止むなくメイとその仲間である吸血鬼達と共に放浪の旅に出ることになる。やがてケリブはメイと恋に落ちるが、生きる為とはいえどうしても殺人を犯すことが出来ない。
人殺しを厭わないという吸血鬼の掟に従おうとしないケリブに吸血鬼のリーダーらは激怒、彼を処刑しようと襲い掛かる・・・・。

## キャスト
- ケリブ：エイドリアン・パスダー（吹替：速水奨）
- メイ：ジェニー・ライト（吹替：佐々木優子）
- ジェシー：ランス・ヘンリクセン（吹替：小林清志）
- セヴェレン：ビル・パクストン（吹替：石塚運昇）
- ダイヤモンドバッグ：ジェニット・ゴールドスタイン（吹替：吉田理保子）
- ホーマー：ジョシュア・ミラー（吹替：坂本千夏）
- サラ：マーシー・リーズ（吹替：坂本真綾）
- ロイ：ティム・トマーソン（吹替：大木民夫）

テレビ東京版：初回放送1990年8月9日『木曜洋画劇場』※2018年7月4日のBlu-rayに収録。

## 備考
- 1982年に発表した『ラブレス』がビグロー監督の商業映画第1作であるが、これはモンティ・モンゴメリーとの共同監督だったため、本作が実質的なデビュー作とされている。
- 2005年に米国の大手映画製作会社スパイグラス・エンターテインメントの子会社であるローグ・ピクチャーズがリメイク版の製作を発表し[3]、2007年には監督としてミュージックビデオ出身の新人サミュエル・ベイヤーが決定したが[4]、諸般の事情で製作は中断している。なお、ベイヤーは2010年に『エルム街の悪夢』のリメイク版で商業映画監督としてデビューした。
- 『ハロウィン』（1978年）や『遊星からの物体X』（1982年）などの名作で知られ、1998年には『ヴァンパイア/最期の聖戦』という西部劇調の吸血鬼映画を発表したSF・ホラー映画界の名匠ジョン・カーペンター監督が、お気に入りの吸血鬼映画として『吸血鬼ドラキュラ』（1958年）と共にこの作品を挙げている。
- ランス・ヘンリクセン,ビル・パクストン,ジェニット・ゴールドスタインは、前年の「エイリアン2」でも共演している。